# Josep Domènech i Mansana

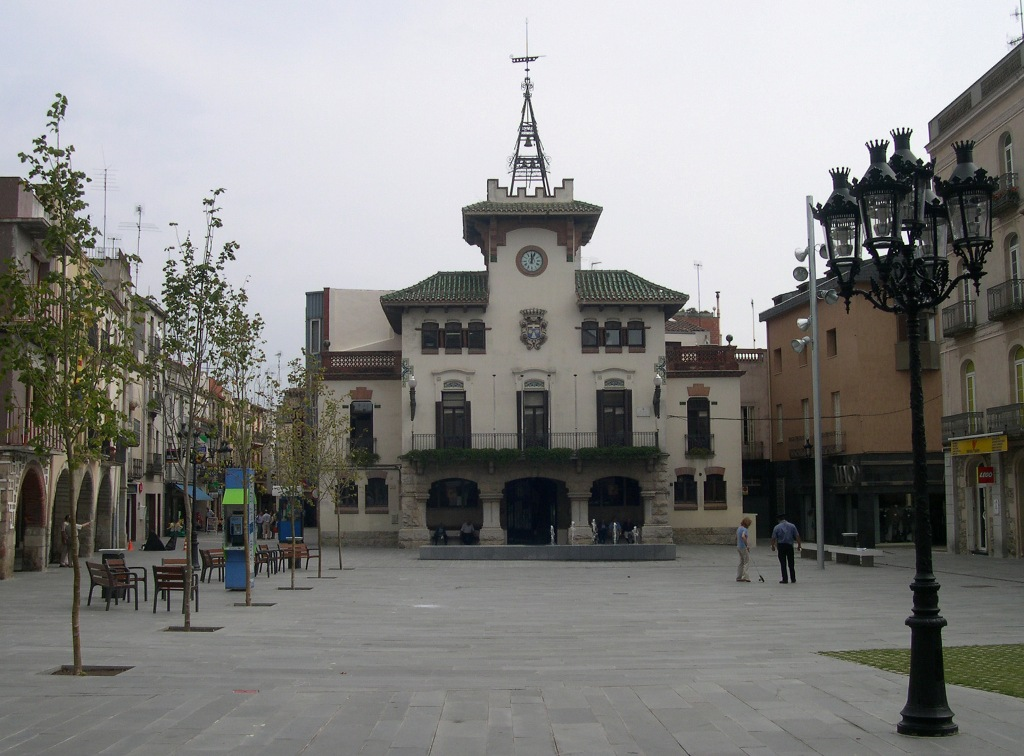
Ayuntamiento de San Celoni, obra de Josep Domènech i Mansana.

Josep Domènech i Mansana (Barcelona, 15 de abril de 1885 - ibídem, 7 de octubre de 1973) fue un arquitecto modernista español, hijo del también arquitecto José Doménech y Estapá.

## Biografía
Nació en Barcelona en 1885, obteniendo el título de arquitecto en 1910. Desde 1917 ocupó el cargo de arquitecto del Ministerio de Instrucción Pública, hecho por el cual construyó numerosas escuelas en diversas localidades catalanas, como Badalona, Olesa de Montserrat, Martorellas, Torrellas de Llobregat, Vilasar de Dalt, San Juan de las Abadesas, Malgrat de Mar, Rellinars, Ribas de Freser, Colomés, Llansá, Reus, entre otras. También fue profesor de la Escuela de Artes y Oficios de Barcelona. 
Desempeñó el cargo de arquitecto municipal de Santa Maria de Palautordera, donde construyó edificios como el Ayuntamiento y las Escuelas Municipales (1929), así mismo fue el arquitecto municipal de San Celoni, donde entre otros, construyó el Ayuntamiento (1926), el matadero municipal (1927) y la Térmica (1925-1930).
De entre los numerosos edificios destinados a la enseñanza primaria y universitaria que construyó están las antiguas escuelas de Matadepera (1925), el grupo escolar Salvador Lluch en Gavá (1933-1937), y la antigua escuela Renaixença en Els Hostalets de Pierola (1919), entre otras, así como diversos edificios universitarios en Barcelona, como las Facultades de Farmacia y de Ciencias.

## Otras obras[9]
En Esparraguera:
- (1911) Mercado Municipal.[10][11] Av. Francesc Macià, 2.
- (1925) Matadero Municipal.[12][13][14] Calle Llobregat, 2 (dejó de utilizarse en los años 80, actualmente es utilizado como sala polivalente dedicada a actividades sociales y exposiciones).
- (1931) Escuela pública Mare de Déu de la Muntanya.[15][12] Calle del Hospital / calle San Antonio.
- (1925) Fuente-monumento a Cristòfor Vidal i Castells,[12][16] con un grupo escultórico de Frederic Marès. Plaza Santa Eulalia.

En Barcelona: 
- (1910-17, 1919-25) Iglesia del Carmen.[17][18] Av. Diagonal, 422 / Calle Roger de Lauria, 139-143 (construida con su padre, José Doménech Estapá).
- (1917) Clínica La Aliança.[19][20] Calle San Antonio María Claret, 135.
- (1918) Casa Javier Calicó.[21][22] Vía Layetana, 25.
- (1920) Casa Antonio Martínez Salcido.[23] Calle Condal, 32 / Calle Magdalenas, 29-31 / Calle de Amargós, 22 (construida con Cèsar Martinell Brunet).
- (1921) Conjunto de casas del pasaje Gabarnet.[24] Pj. Gabarnet 10-16.
- (1925) Antigua Caja Mútua Popular (actual edificio de sindicatos).[25][26] Vía Layetana, 16-18.
- (1954) Almacenes El Águila[26] (desaparecidos por un incendio). Plaza de la Universidad.
- (1932-1940) Iglesia de Santa Teresa del Niño Jesús.[27] Vía Augusta, 68-72 / Calle de Benet Mercadé, 23-29 / Calle San Marcos, 30-42.
- (1931) Casa Domènech i Estapà (adición de dos plantas).[28] Calle de Valencia, 241 (la casa fue construida por su padre José Doménech Estapá en 1909).
- (1949) Conjunto de casas de la Avenida Pedralbes.[29][30] Av. Pedralbes, 58, 64 y 66 (las casas n.º 58 y 64 fueron realizadas por Raimundo Durán Reynals).

En San Celoni:
- (1923) Escuela pública[31] (actual edificio Puigdollers).
- (1926) Ayuntamiento.[4] Plaza Mayor.
- (1927) Matadero Municipal.[4] Paseo de la Rectoría Vieja, 10 (desde 1999 es la sede de la biblioteca municipal).[32]
- (1925-1930) La Térmica.[4] Calle de Campins, 4 (actualmente es la sede del Archivo Municipal).

En San Juan Despí:
- (1927) Ayuntamiento.[33][34] Camino del Medio, 9.
- (1928) Fábrica de cartón.[35] Ctra. comarcal BV-2001 (la fábrica fue continuada por Josep Maria Jujol en 1931).

En Santa María de Palautordera:
- (1913) Fuente y lavaderos públicos[2] (desaparecidos).
- (1929) Ayuntamiento y Escuelas Municipales[3] (forman parte de un mismo conjunto arquitectónico). Plaza de la Vila / calle del Consolat de Mar.
- (1930) Matadero Municipal.[36] Carretera Nueva de San Celoni.

En Tarrasa:
- (1911) Reforma de Can Viver de la Torrebonica — Antiguo Sanatorio Virgen de Montserrat—.[37][38] Ctra. N-150 Tarrasa-Sabadell, km 15.7, a 300 m.

En Ullastrell:
- (ca.1915) Ayuntamiento.[39] Calle de la Sierra, 17.
- (1929) Escuelas unitarias.

## Galería de imágenes

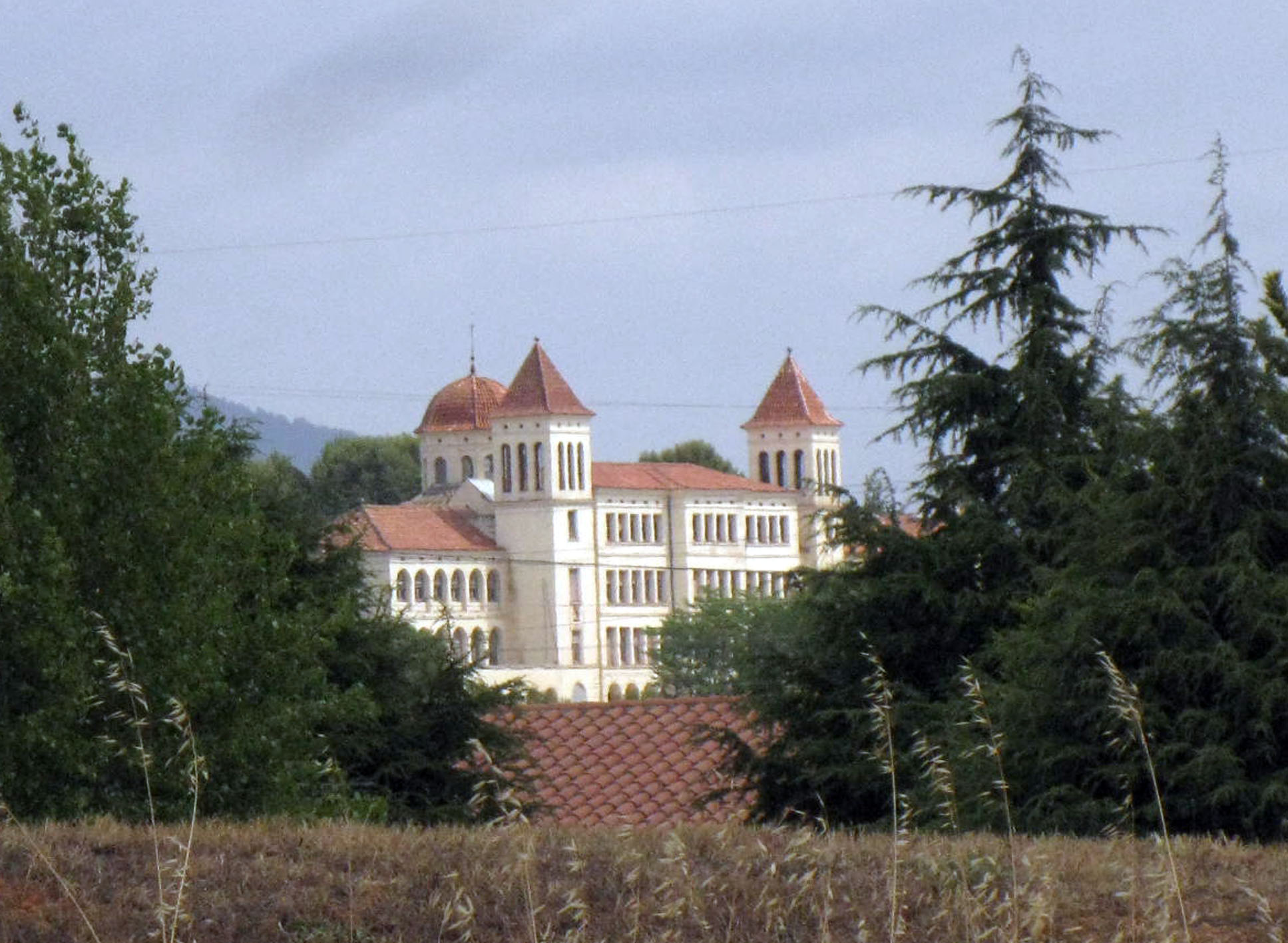
Can Viver de Torrebonica (Tarrasa)
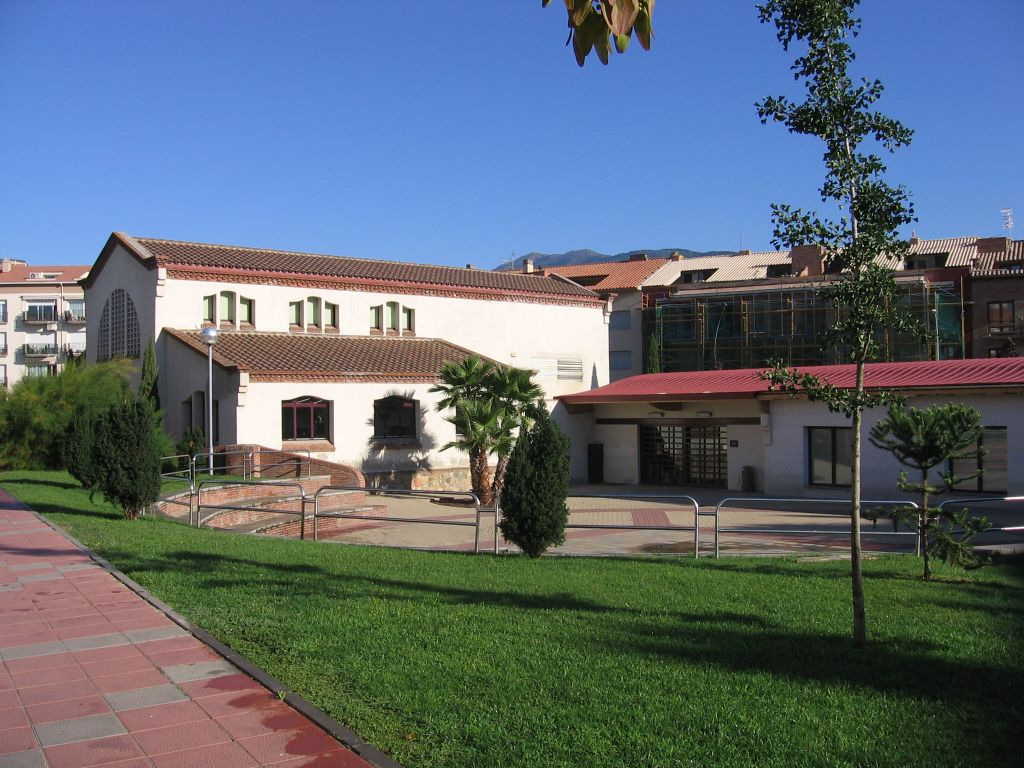
Antiguo matadero (Sant Celoni)
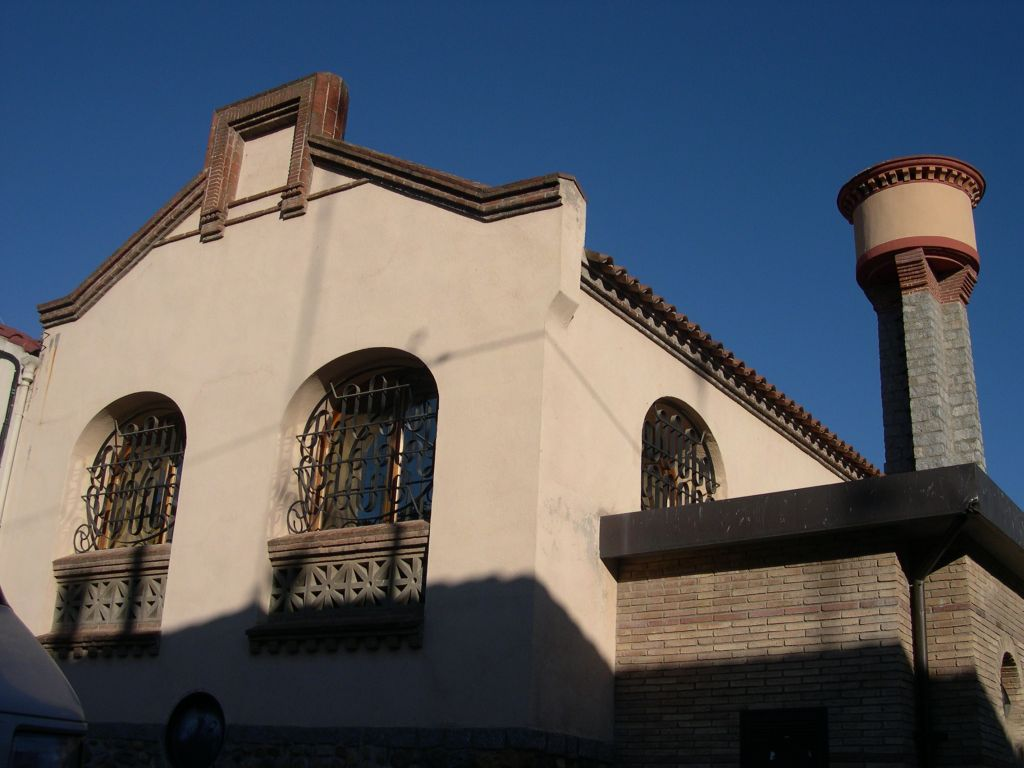
La Térmica (Sant Celoni)
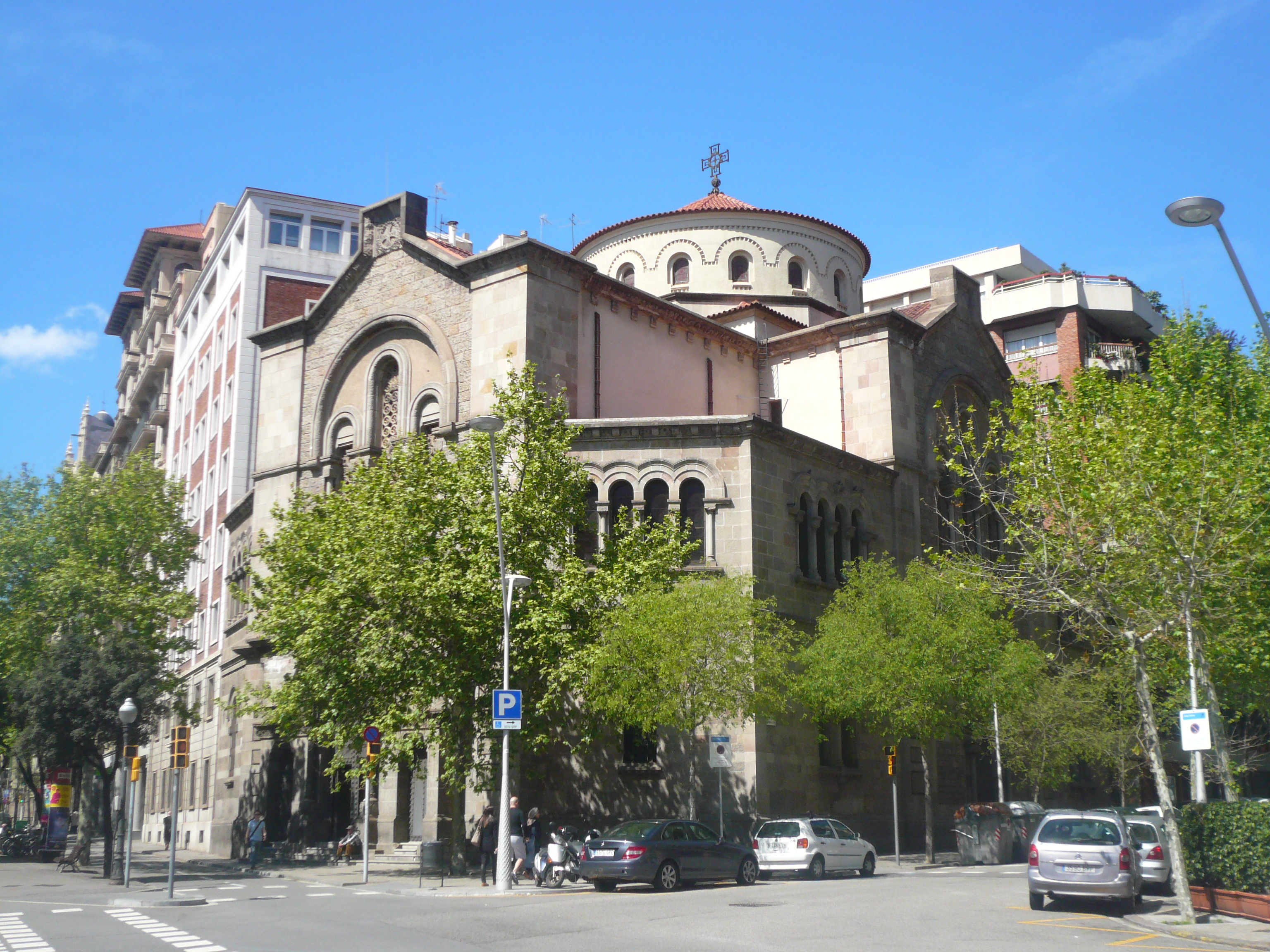
Iglesia del Carmen (Barcelona)
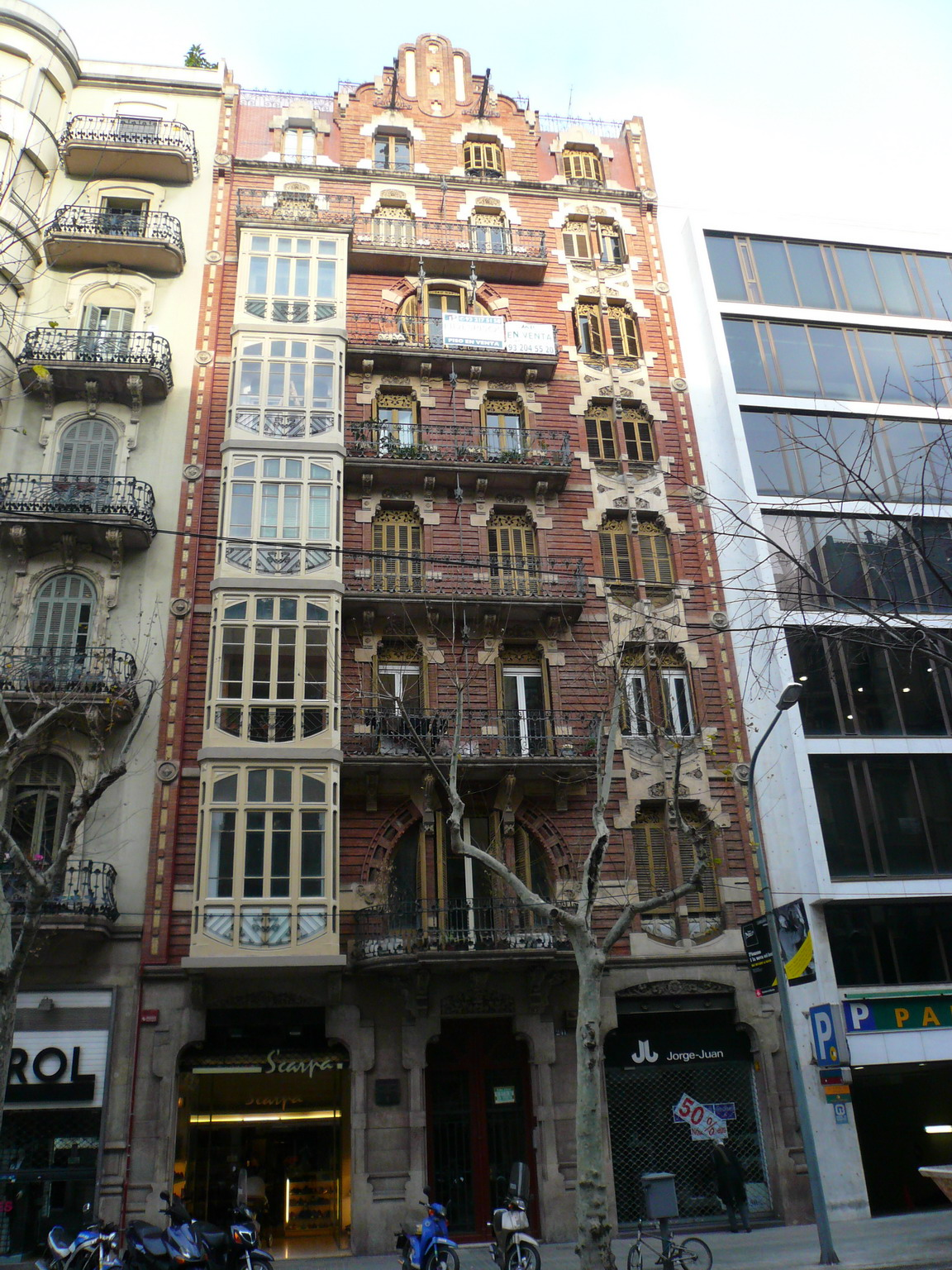
Casa Doménech Estapá (Barcelona)
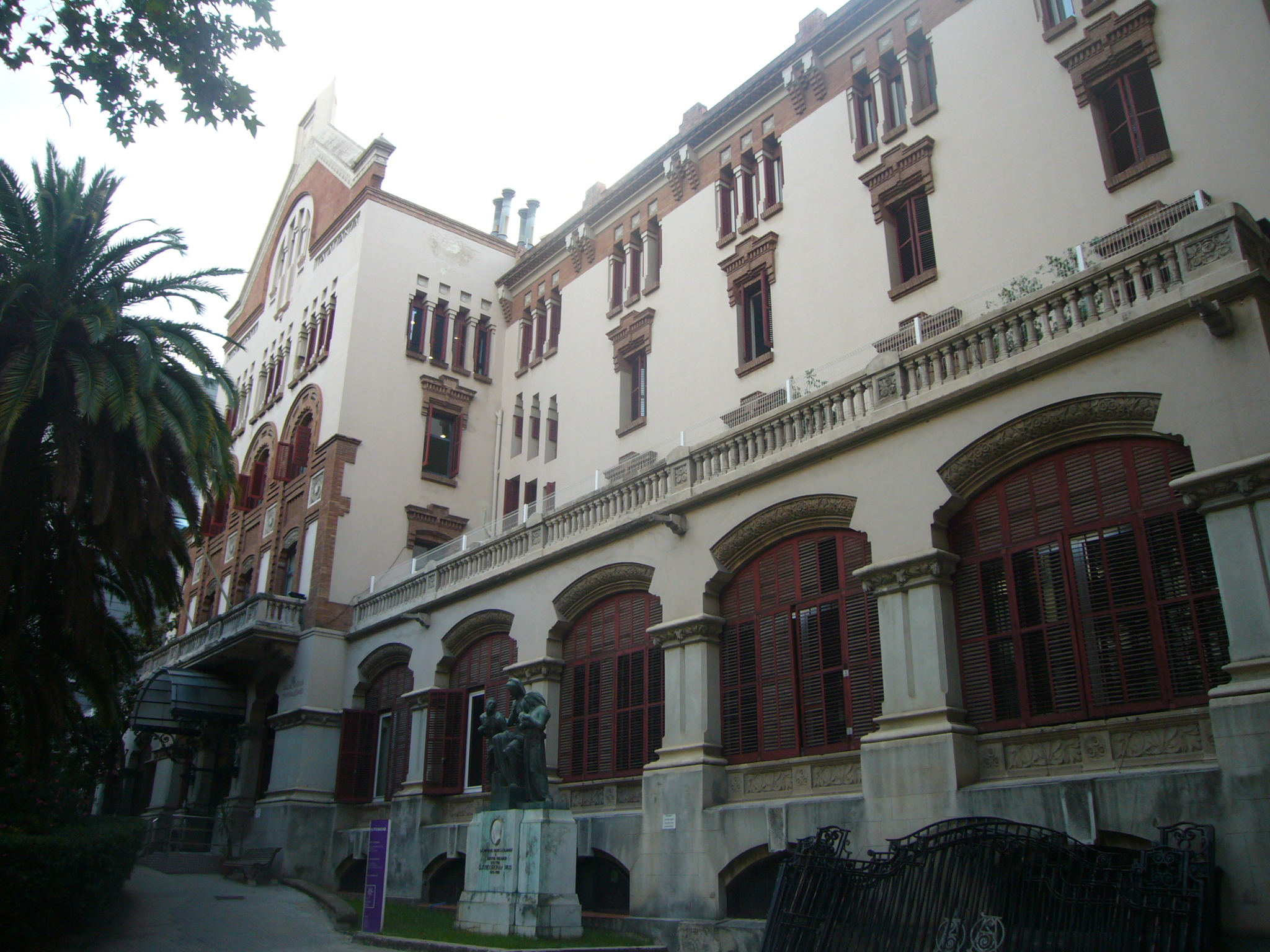
Clínica Quinta de Salud La Alianza (Barcelona)